# Nakatosa
Nakatosa (中土佐町, Nakatosa-chō) est un bourg du Japon situé dans la préfecture de Kōchi, plus précisément dans le district de Takaoka.
Le 1er janvier 2006, le village d'Ōnomi a été incorporé à Nakatosa. 

## Économie
Ses principales activités économiques sont l'agriculture, la pêche à la bonite et l'exploitation du bois de cyprès.

## Transports
Nakatosa est traversé par la route nationale 56. La gare de Tosa-Kure, au centre de la ville, est desservie par la ligne Dosan de la JR Shikoku.